# Viktor Potapov
Viktor Potapov (en ruso: Виктор Потапов; 29 de marzo de 1947-10 de diciembre de 2017) fue un deportista soviético que compitió en vela en las clases Finn y Tornado.
Participó en tres Juegos Olímpicos de Verano entre los años 1972 y 1980, obteniendo una medalla de bronce en Múnich 1972 en la clase Finn. Ganó dos medallas de oro en el Campeonato Mundial de Tornado, en los años 1978 y 1980, y una medalla de bronce en el Campeonato Europeo de Tornado de 1980.

## Palmarés internacional
| Juegos Olímpicos | Juegos Olímpicos | Juegos Olímpicos  | Juegos Olímpicos |
| Año              | Lugar            | Medalla           | Clase            |
| ---------------- | ---------------- | ----------------- | ---------------- |
| 1972             | Múnich (RFA)     | Medalla de bronce | Finn             |

| Campeonato Mundial | Campeonato Mundial                 | Campeonato Mundial | Campeonato Mundial |
| Año                | Lugar                              | Medalla            | Clase              |
| ------------------ | ---------------------------------- | ------------------ | ------------------ |
| 1978               | Weymouth (Reino Unido)             | Medalla de oro     | Tornado            |
| 1980               | Auckland (Nueva Zelanda)           | Medalla de oro     | Tornado            |
| Campeonato Europeo |                                    |                    |                    |
| Año                | Lugar                              | Medalla            | Clase              |
| 1980               | Castiglione della Pescaia (Italia) | Medalla de bronce  | Tornado            |